# 앙드레 샤사뉴

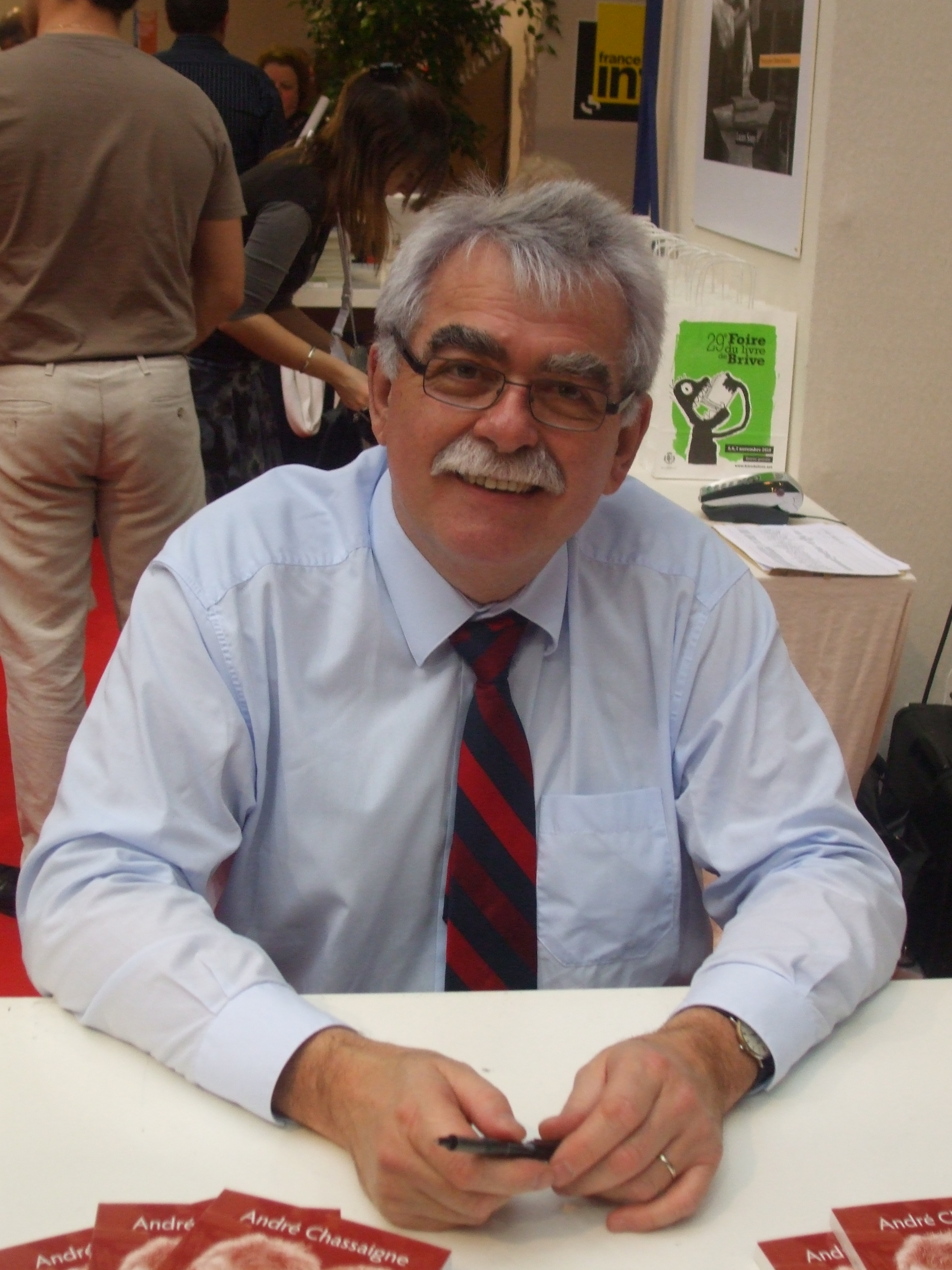
2018년의 라인홀트

앙드레 샤사뉴(프랑스어: André Chassaigne, 1950년 7월 2일 ~ )는 프랑스의 의원이다. 프랑스 공산당 소속으로, 프랑스 국민의회의 의원이다. 퓌드돔주를 대표한다.
2020년 3월 12일, 코로나바이러스감염증-19에 감염된 것으로 확인되었다.

## 역대 선거 결과
| 선거명      | 직책명                      | 대수 | 정당          | 1차 득표율 | 1차 득표수 | 2차 득표율 | 2차 득표수 | 결과 | 당락                    |
| ----------- | --------------------------- | ---- | ------------- | ---------- | ---------- | ---------- | ---------- | ---- | ----------------------- |
| 2002년 선거 | 하원의원 (퓌드돔 제4선거구) | 12대 | 프랑스 공산당 | 22.90%     | 9,604표    | 51.34%     | 20,944표   | 1위  | 퓌드돔 주 하원의원 당선 |
| 2007년 선거 | 하원의원 (퓌드돔 제4선거구) | 13대 | 프랑스 공산당 | 43.76%     | 17,979표   | 65.90%     | 27,819표   | 1위  | 퓌드돔 주 하원의원 당선 |
| 2012년 선거 | 하원의원 (퓌드돔 제4선거구) | 14대 | 프랑스 공산당 | 41.16%     | 24,523표   | 67.53%     | 37,273표   | 1위  | 퓌드돔 주 하원의원 당선 |
| 2017년 선거 | 하원의원 (퓌드돔 제4선거구) | 15대 | 프랑스 공산당 | 34.85%     | 18,444표   | 63.55%     | 30,620표   | 1위  | 퓌드돔 주 하원의원 당선 |